# Матрица Коши (линейная алгебра)
В математике матрица Коши (названа в честь Огюстена Луи Коши) — это матрица размера m × n с элементами вида
{\displaystyle a_{ij}={\frac {1}{x_{i}-y_{j}}};\quad x_{i}-y_{j}\neq 0,\quad 1\leqslant i\leq m,\quad 1\leqslant j\leq n,}
где {\displaystyle x_{i}} и {\displaystyle y_{j}} являются элементами поля {\displaystyle {\mathcal {F}}}, а последовательности {\displaystyle (x_{i})} и {\displaystyle (y_{j})} таких элементов являются инъективными (не содержат повторяющихся элементов).
Матрица Гильберта является частным случаем матрицы Коши при
{\displaystyle x_{i}-y_{j}=i+j-1.}
Каждая подматрица (матрица, получающаяся вычёркиванием определённой строки и столбца) матрицы Коши также является матрицей Коши.

## Определители Коши
Определитель квадратной матрицы Коши является заведомо рациональной функцией параметров {\displaystyle (x_{i})} и {\displaystyle (y_{j})}. Если эти последовательности не инъективны, то определитель равен нулю. Если некоторые {\displaystyle x_{i}} стремятся к {\displaystyle y_{j}} , то определитель стремится к бесконечности. Таким образом, часть множества нулей и полюсов определителя Коши заранее известна. На самом деле других нулей и полюсов нет.
Явный вид определителя квадратной матрицы Коши A, называемый просто определитель Коши:
{\displaystyle \det \mathbf {A} ={{\prod _{i=2}^{n}\prod _{j=1}^{i-1}(x_{i}-x_{j})(y_{j}-y_{i})} \over {\prod _{i=1}^{n}\prod _{j=1}^{n}(x_{i}-y_{j})}}}     (Schechter 1959, eqn 4).
Он всегда не равен нулю, таким образом, матрицы Коши являются обратимыми. Обратная матрица A−1 = B = [bij] имеет вид:
{\displaystyle b_{ij}=(x_{j}-y_{i})A_{j}(y_{i})B_{i}(x_{j})}     (Schechter 1959, Theorem 1)
где Ai(x) и Bi(x) — многочлены Лагранжа для последовательностей {\displaystyle (x_{i})} и {\displaystyle (y_{j})}, соответственно. То есть 
{\displaystyle A_{i}(x)={\frac {A(x)}{A^{\prime }(x_{i})(x-x_{i})}}} и {\displaystyle \quad B_{i}(x)={\frac {B(x)}{B^{\prime }(y_{i})(x-y_{i})}},}
где
{\displaystyle A(x)=\prod _{i=1}^{n}(x-x_{i})} и {\displaystyle \quad B(x)=\prod _{i=1}^{n}(x-y_{i}).}

## Обобщение
Матрица C называется матрицей типа Коши, если она имеет вид
{\displaystyle C_{ij}={\frac {r_{i}s_{j}}{x_{i}-y_{j}}}.}
Обозначив X=diag(xi), Y=diag(yi), получим, что матрицы типа Коши (в частности, просто матрицы Коши) удовлетворяют смещённому уравнению:
{\displaystyle \mathbf {XC} -\mathbf {CY} =rs^{\mathrm {T} }}
(в случае матриц Коши {\displaystyle r=s=(1,1,\ldots ,1)}). Следовательно, матрицы типа Коши имеют общую смещённую структуру, что может быть использовано при работе с такими матрицами. Например, известны алгоритмы для
- приближённого умножения матрицы Коши на вектор за {\displaystyle O(n\log n)} операций,
- LU-разложение за {\displaystyle O(n^{2})} операций (алгоритм GKO), и соответствующий алгоритм решения систем линейных уравнений с такими матрицами,
- неустойчивые алгоритмы для решения систем линейных уравнений за {\displaystyle O(n\log ^{2}n)} операций.

Через {\displaystyle n} обозначен размер матрицы (обычно имеют дело с квадратными матрицами, хотя все вышеприведённые алгоритмы легко могут быть обобщены на прямоугольные матрицы).